# مطالع الانوار
مطالع الانوار پرآوازه‌ترین اثر سراج‌الدین محمود ارموی است. «بخش منطق» یا طرف منطق این کتاب سده‌های آزگار یکی از منابع درس در حوزهٔ فلسفه و اصول بوده‌است و شرح‌های فراوانی بر آن نوشته‌اند: از جمله میر سید شریف جرجانی به نام الحواشی الشریفیه و شمس‌الدین اصفهانی به نام تنویر المطالع. مهم‌ترین شرح اما شرح قطب‌الدین محمد بویهی رازی، شاگرد شمس‌الدین اصفهانی، است، که معمولاً با خود مطالع چاپ و منتشر می‌شود. در سال ۱۳۹۴ مؤسسه حکمت و فلسفه ایران این کتاب را به تصحیح و تعلیق ابوالقاسم رحمانی در سه جلد منتشر کرد.
ارموی در مطالع درباره تعریف علم و تصدیق پیرو فخر رازی است و درباره نسبت‌های چهارگانه از خونجی اثر پذیرفته‌است.